# Whitestown
Whitestown ist eine Stadt im US-Bundesstaat New York. Whitestown liegt in Oneida County westlich von Utica am New York State Thruway (Interstate 90). Das U.S. Census Bureau hat bei der Volkszählung 2020 eine Einwohnerzahl von 118.118 ermittelt. Die Stadt wurde nach Richter Hugh White, einem frühen Siedler, benannt.

## Geschichte
Die Besiedlung des Gebietes begann 1784 und war die erste dauerhafte Siedlung im County. Die Stadt Whitestown wurde 1788 gegründet mit einer Fläche von 49.000 km². Weil von Whitestown aus viele Städte und Counties gegründet wurden, wird sie auch „Mutter aller Städte“ genannt.
Die Stadt Paris und die Stadt Steuben wurden 1792 von Whitestown aus gegründet; die Stadt Cazenovia 1793 und die Stadt Augusta 1798, Utica 1817 und die Stadt New Hartford 1827.

## Geografie
Die Stadt hat eine Fläche von 70,4 km², nur 0,04 % davon sind Wasserflächen.
Whitestown liegt im Westen von Utica und wird im Norden durch den Mohawk River begrenzt.
Der Oriskany Creek durchfließt die Stadt nordwärts und mündet in den Mohawk River.

## Orte und Gegenden in Whitestown
- Coleman Mills: Ein Ort südlich von Oriskany und nördlich des Thruway.
- Dunham Manor: Ein Gebiet südlich von Whitesboro.
- Glenhaven: Eine Landschaft an der südlichen Stadtgrenze.
- Herthum Heights: Ein Gebiet nordwestlich von Whitesboro.
- New York Mills: Ein Dorf südlich von Yorkville, an Utica grenzend.
- Oneida County Airport (UCA): Ein Flughafen im Nordwesten der Stadt.
- Oriskany: Ein Dorf an der nördlichen Stadtgrenze.
- Oriskany Battlefield State Historic Site: Ein historischer Kriegsschauplatz im Norden der Stadt (National Historic Landmark)
- Sunset Manor: Eine Landschaft im Nordwesten von Whitesboro.
- Whitesboro: Ein Dorf im Osten der Stadt, südlich des Thruway.
- Yorkville: Ein Dorf an der Route 5A, zwischen Utica und Whitesboro gelegen.
- Walesville: Ein Ort im Südwesten der Stadt.
- Whitestown: Ein Gebiet im Westen von Whitesboro.